# Copa de Castilla y León de baloncesto
La Copa de Castilla y León de baloncesto es una competición organizada por la Federación de Baloncesto de Castilla y León que enfrenta a los mejores equipos de baloncesto de Castilla y León.

## Historia
A mediados de la década de los 90, se pone en marcha la Copa de Castilla y León de baloncesto. En noviembre de 1994, se disputa el primer Trofeo Castilla y León, el cual vencería el Club Baloncesto Salamanca. En la primera edición participarán tres equipos bajo un peculiar formato. Club Baloncesto Salamanca, Club Baloncesto Valladolid y Baloncesto León disputaron entre ellos un triangular. Los dos primeros disputaban la final. Al año siguiente, el formato es idéntico, salvo que el tercer clasificado disputaba el tercer y cuarto puesto ante el Zamora. Aquella segunda competición se disputó en septiembre y ganó el Club Baloncesto Valladolid con un triple a falta de dos segundos de Jacobo Odriozola.
Unos años después, se retoma la competición. De 2002 a 2005 las eliminatorias se fueron disputando en plena temporada, entrando cada equipo de superior categoría en la siguiente eliminatoria hasta llegar a la final, donde participaba siempre el CB Valladolid al ser el único equipo ACB por esos años.
Desde 2006, se disputa en septiembre a modo de pretemporada en una sede fija. El formato se transforma en eliminatorias directas según número de equipos participantes. Si son cuatro participantes, se comienza directamente con las semifinales, y son cinco participantes, se disputa una eliminatoria previa entre los dos equipos más débiles para decidir al cuarto semifinalista.
Las últimas ediciones se han disputado en Palencia, y el Club Baloncesto Valladolid lidera el palmarés de entorchados regionales.
| Equipo                                                             | Camp. | Subc. |
| ------------------------------------------------------------------ | ----- | ----- |
| Club Baloncesto Valladolid                                         | 9(8)  | 1(1)  |
| Baloncesto León                                                    | 1(1)  | 5(4)  |
| Club Baloncesto Atapuerca                                          | 2(2)  | 4(4)  |
| CD Maristas Palencia                                               | 1(1)  | 3(3)  |
| Archivo:600px 600px solid HEX-FFA500.svg Club Baloncesto Salamanca | 1(0)  | 1(0)  |

Entre paréntesis, los títulos correspondientes a la Copa Castilla y León actual.

## Palmarés
Trofeo de Castilla y León
| Ed. | Año  | Sede   | Campeón              | Subcampeón           | Rtdo  |
| --- | ---- | ------ | -------------------- | -------------------- | ----- |
| 1   | 1994 | Burgos | Baloncesto Salamanca | Baloncesto León      | 76-74 |
| 2   | 1995 | Zamora | Fórum Valladolid     | Baloncesto Salamanca | 84-82 |

Copa de Castilla y León
| Ed.  | Año     | Sede       | Campeón                     | Subcampeón          | Rtdo  |
| ---- | ------- | ---------- | --------------------------- | ------------------- | ----- |
| I    | 2002    | Burgos     | Fórum Valladolid            | Autocid Ford Burgos | 96-69 |
| II   | 2003-04 | León       | Baloncesto León             | Fórum Valladolid    | 78-77 |
| III  | 2004-05 | Burgos     | Fórum Valladolid            | Autocid Ford Burgos | 87-81 |
| IV   | 2005-06 | Burgos     | Fórum Valladolid            | Autocid Ford Burgos | 79-69 |
| V    | 2006    | Palencia   | Grupo Capitol Valladolid    | Climalia León       | 89-85 |
| VI   | 2007    | Palencia   | Grupo Capitol Valladolid    | Grupo Begar León    | 71-67 |
| VII  | 2008    | Palencia   | Ford Burgos                 | Grupo Begar León    | 73-69 |
| VIII | 2009    | Palencia   | Blancos de Rueda Valladolid | Baloncesto León     | 78-68 |
| IX   | 2010    | Palencia   | Blancos de Rueda Valladolid | Palencia Baloncesto | 75-58 |
| X    | 2011    | Palencia   | Blancos de Rueda Valladolid | Palencia Baloncesto | 63-55 |
| XI   | 2012    | Valladolid | Palencia Baloncesto         | Autocid Ford Burgos | 82-77 |

## Resultados del Trofeo de Castilla y León
I Trofeo de Castilla y León de Baloncesto 1994
- Previa: Baloncesto León 84 - Fórum Valladolid 69
Club Baloncesto Salamanca 68 - Baloncesto León 67
Fórum Valladolid 88 - Club Baloncesto Salamanca 91

| Pos | Equipo                    |       |       |       | J | G | P | PtF | PtC | BAv |
| --- | ------------------------- | ----- | ----- | ----- | - | - | - | --- | --- | --- |
| 1   | Club Baloncesto Salamanca |       | 68-67 |       | 2 | 2 | 0 | 159 | 155 | 4   |
| 2   | Baloncesto León           |       |       | 84-69 | 2 | 1 | 1 | 151 | 137 | 14  |
| 3   | Fórum Valladolid          | 88-91 |       |       | 2 | 0 | 2 | 157 | 175 | -18 |

- Final (Burgos): Club Baloncesto Salamanca 76 - Baloncesto León 74

II Trofeo de Castilla y León de Baloncesto 1995
- Previa: Fórum Valladolid 90 - Baloncesto León 75
Baloncesto León 95 - Club Baloncesto Salamanca 93
Club Baloncesto Salamanca 85 - Fórum Valladolid 76

| Pos | Equipo                    |       |       |       | J | G | P | PtF | PtC | BAv |
| --- | ------------------------- | ----- | ----- | ----- | - | - | - | --- | --- | --- |
| 1   | Club Baloncesto Salamanca |       | 85-76 |       | 2 | 1 | 1 | 178 | 171 | 7   |
| 2   | Fórum Valladolid          |       |       | 90-75 | 2 | 1 | 1 | 166 | 160 | 6   |
| 3   | Baloncesto León           | 95-93 |       |       | 2 | 1 | 1 | 170 | 183 | -13 |

- Tercer y cuarto puesto (Zamora): Zamora 63 - Baloncesto León 95
- Final (Zamora): Fórum Valladolid 84 - Club Baloncesto Salamanca 82

## Resultados de la Copa de Castilla y León

### I Copa de Castilla y León de Baloncesto 2002-03
- Semifinales (Burgos): Autocid Ford Burgos ?? - Baloncesto León ??
- Final (Burgos): Autocid Ford Burgos 69 - Fórum Valladolid 96

### II Copa de Castilla y León de Baloncesto 2003-04
- Ronda previa (Palencia): Hormigones Saldaña ?? - Autocid Ford Burgos ??
- Semifinal (Palencia): Hormigones Saldaña 98 - Baloncesto León 107
- Final (León): Baloncesto León 78 - Fórum Valladolid 77

### III Copa de Castilla y León de Baloncesto 2004-05
- Semifinal (Burgos):  Autocid Ford Burgos 86 - Baloncesto León 81
- Final (Burgos): Autocid Ford Burgos 81 - Fórum Valladolid 87

### IV Copa de Castilla y León de Baloncesto 2005-06
- Primera ronda (Salamanca): Maderas Peralta Salamanca 117 - Autocid Ford Burgos 118
(Ávila): Matchmind Carrefour El Bulevar 107 - Hormigones Saldaña 116
- Segunda ronda (Palencia): Hormigones Saldaña 62 - Autocid Ford Burgos 71
- Semifinal (Burgos): Autocid Ford Burgos 97 - León Caja España 93
- Final (Burgos): Autocid Ford Burgos 69 - Fórum Valladolid 79

### V Copa de Castilla y León de Baloncesto 2006
|  | Semifinales              | Semifinales              |    |                       | Final                  | Final |  |
|  |                          |                          |    |                       |                        |       |  |
|  |                          |                          |    |                       |                        |       |  |
|  | 31 de agosto             |                          |    |                       |                        |       |  |
|  | Climalia León            | 72                       |    |                       |                        |       |  |
|  | Autocid Ford Burgos      | 53                       |    |                       |                        |       |  |
|  |                          |                          |    |                       |                        |       |  |
|  |                          |                          |    |                       | 1 de septiembre        |       |  |
|  |                          |                          |    |                       | Climalia León          | 85    |  |
|  |                          | Grupo Capitol Valladolid | 89 |                       |                        |       |  |
|  |                          |                          |    |                       |                        |       |  |
|  |                          |                          |    |                       |                        |       |  |
|  |                          |                          |    |                       | Tercer y cuarto puesto |       |  |
|  | 31 de agosto             | 31 de agosto             |    | 1 de septiembre       | 1 de septiembre        |       |  |
|  | Provincia de Palencia    | 61                       |    | Provincia de Palencia | 94                     |       |  |
|  | Grupo Capitol Valladolid | 85                       |    |                       | Autocid Ford Burgos    | 70    |  |

### VI Copa de Castilla y León de Baloncesto 2007
- Previa (Ávila, 1 de septiembre): Matchmind Carrefour El Bulevar 99 - Ford Burgos 91

|  | Semifinales              | Semifinales      |    |                       | Final                    | Final |  |
|  |                          |                  |    |                       |                          |       |  |
|  |                          |                  |    |                       |                          |       |  |
|  | 8 de septiembre          |                  |    |                       |                          |       |  |
|  | Grupo Begar León         | 85               |    |                       |                          |       |  |
|  | Matchmind Carrefour      | 66               |    |                       |                          |       |  |
|  |                          |                  |    |                       |                          |       |  |
|  |                          |                  |    |                       | 9 de septiembre          |       |  |
|  |                          |                  |    |                       | Grupo Capitol Valladolid | 71    |  |
|  |                          | Grupo Begar León | 67 |                       |                          |       |  |
|  |                          |                  |    |                       |                          |       |  |
|  |                          |                  |    |                       |                          |       |  |
|  |                          |                  |    |                       | Tercer y cuarto puesto   |       |  |
|  | 8 de septiembre          | 8 de septiembre  |    | 9 de septiembre       | 9 de septiembre          |       |  |
|  | Alimentos de Palencia    | 63               |    | Alimentos de Palencia | 92                       |       |  |
|  | Grupo Capitol Valladolid | 74               |    |                       | Matchmind Carrefour      | 89    |  |

### VII Copa de Castilla y León de Baloncesto 2008
|  | Semifinales      | Semifinales     |    |                  | Final                  | Final |  |
|  |                  |                 |    |                  |                        |       |  |
|  |                  |                 |    |                  |                        |       |  |
|  | 6 de septiembre  |                 |    |                  |                        |       |  |
|  | Grupo Begar León | 85              |    |                  |                        |       |  |
|  | CB Valladolid    | 79              |    |                  |                        |       |  |
|  |                  |                 |    |                  |                        |       |  |
|  |                  |                 |    |                  | 7 de septiembre        |       |  |
|  |                  |                 |    |                  | Grupo Begar León       | 69    |  |
|  |                  | Ford Burgos     | 73 |                  |                        |       |  |
|  |                  |                 |    |                  |                        |       |  |
|  |                  |                 |    |                  |                        |       |  |
|  |                  |                 |    |                  | Tercer y cuarto puesto |       |  |
|  | 6 de septiembre  | 6 de septiembre |    | 7 de septiembre  | 7 de septiembre        |       |  |
|  | Faymasa Palencia | 64              |    | Faymasa Palencia | 81                     |       |  |
|  | Ford Burgos      | 65              |    |                  | CB Valladolid          | 70    |  |

### VIII Copa de Castilla y León de Baloncesto 2009
- Previa (Ávila, 4 de septiembre): Matchmind Carrefour El Bulevar 55 - Baloncesto León 68

|  | Semifinales              | Semifinales      |    |                  | Final                    | Final |  |
|  |                          |                  |    |                  |                          |       |  |
|  |                          |                  |    |                  |                          |       |  |
|  | 12 de septiembre         |                  |    |                  |                          |       |  |
|  | Blancos Rueda Valladolid | 70               |    |                  |                          |       |  |
|  | Ford Burgos              | 68               |    |                  |                          |       |  |
|  |                          |                  |    |                  |                          |       |  |
|  |                          |                  |    |                  | 13 de septiembre         |       |  |
|  |                          |                  |    |                  | Blancos Rueda Valladolid | 78    |  |
|  |                          | Baloncesto León  | 68 |                  |                          |       |  |
|  |                          |                  |    |                  |                          |       |  |
|  |                          |                  |    |                  |                          |       |  |
|  |                          |                  |    |                  | Tercer y cuarto puesto   |       |  |
|  | 12 de septiembre         | 12 de septiembre |    | 13 de septiembre | 13 de septiembre         |       |  |
|  | Palencia                 | 62               |    | Palencia         | 90                       |       |  |
|  | Baloncesto León          | 64               |    |                  | Ford Burgos              | 87    |  |

### IX Copa de Castilla y León de Baloncesto 2010
|  | Semifinales              | Semifinales         |    |                 | Final                    | Final |  |
|  |                          |                     |    |                 |                          |       |  |
|  |                          |                     |    |                 |                          |       |  |
|  | 4 de septiembre          |                     |    |                 |                          |       |  |
|  | Baloncesto León          | 53                  |    |                 |                          |       |  |
|  | Blancos Rueda Valladolid | 79                  |    |                 |                          |       |  |
|  |                          |                     |    |                 |                          |       |  |
|  |                          |                     |    |                 | 5 de septiembre          |       |  |
|  |                          |                     |    |                 | Blancos Rueda Valladolid | 75    |  |
|  |                          | Palencia Baloncesto | 58 |                 |                          |       |  |
|  |                          |                     |    |                 |                          |       |  |
|  |                          |                     |    |                 |                          |       |  |
|  |                          |                     |    |                 | Tercer y cuarto puesto   |       |  |
|  | 4 de septiembre          | 4 de septiembre     |    | 5 de septiembre | 5 de septiembre          |       |  |
|  | Palencia Baloncesto      | 67                  |    | Baloncesto León | 95                       |       |  |
|  | Ford Burgos              | 65                  |    |                 | Ford Burgos              | 104   |  |

### X Copa de Castilla y León de Baloncesto 2011
|  | Semifinales              | Semifinales         |    |                  | Final                    | Final |  |
|  |                          |                     |    |                  |                          |       |  |
|  |                          |                     |    |                  |                          |       |  |
|  | 10 de septiembre         |                     |    |                  |                          |       |  |
|  | Ford Burgos              | 60                  |    |                  |                          |       |  |
|  | Blancos Rueda Valladolid | 67                  |    |                  |                          |       |  |
|  |                          |                     |    |                  |                          |       |  |
|  |                          |                     |    |                  | 11 de septiembre         |       |  |
|  |                          |                     |    |                  | Blancos Rueda Valladolid | 63    |  |
|  |                          | Palencia Baloncesto | 55 |                  |                          |       |  |
|  |                          |                     |    |                  |                          |       |  |
|  |                          |                     |    |                  |                          |       |  |
|  |                          |                     |    |                  | Tercer y cuarto puesto   |       |  |
|  | 10 de septiembre         | 10 de septiembre    |    | 11 de septiembre | 11 de septiembre         |       |  |
|  | Palencia Baloncesto      | 84                  |    | Ford Burgos      | 75                       |       |  |
|  | Baloncesto León          | 80                  |    |                  | Baloncesto León          | 65    |  |

### XI Copa de Castilla y León de Baloncesto 2012
|  | Semifinales              | Semifinales         |    |                  | Final                    | Final |  |
|  |                          |                     |    |                  |                          |       |  |
|  |                          |                     |    |                  |                          |       |  |
|  | 15 de septiembre         |                     |    |                  |                          |       |  |
|  | Ford Burgos              | 76                  |    |                  |                          |       |  |
|  | Óbila Basket             | 72                  |    |                  |                          |       |  |
|  |                          |                     |    |                  |                          |       |  |
|  |                          |                     |    |                  | 11 de septiembre         |       |  |
|  |                          |                     |    |                  | Ford Burgos              | 77    |  |
|  |                          | Palencia Baloncesto | 82 |                  |                          |       |  |
|  |                          |                     |    |                  |                          |       |  |
|  |                          |                     |    |                  |                          |       |  |
|  |                          |                     |    |                  | Tercer y cuarto puesto   |       |  |
|  | 15 de septiembre         | 15 de septiembre    |    | 11 de septiembre | 11 de septiembre         |       |  |
|  | Palencia Baloncesto      | 95                  |    | Óbila Basket     | 90                       |       |  |
|  | Blancos Rueda Valladolid | 87                  |    |                  | Blancos Rueda Valladolid | 88    |  |

## Copa EBA de Castilla y León
Desde el año 2006, la FBCyL organiza un segundo torneo autonómico, esta vez entre los distintos equipos castellanos y leoneses de la Liga EBA. Ocasionalmente, también lo disputa algún que otro equipo de 1ª Nacional.
| Ed. | Año  | Campeón                                  | Subcampeón                    | Rtdo.    |
| --- | ---- | ---------------------------------------- | ----------------------------- | -------- |
| I   | 2006 | UFC INEC Zamora                          | Carrefour El Bulevar de Ávila | Liguilla |
| II  | 2007 | UFC INEC Zamora                          | Zarzuela Maristas Boecillo    | Liguilla |
| III | 2008 | UVa-Nodalia                              | UFC INEC Zamora               | Liguilla |
| IV  | 2009 | Juventud del Círculo                     | UFC INEC Zamora               | 80-65    |
| V   | 2010 | Club Deportivo Universidad de Valladolid | Hormigones Sierra Villamuriel | Liguilla |
| VI  | 2011 | Grupo INEC Queso Zamorano                | Fidalgo Vecino                | 85-69    |
| VII | 2012 | Club Deportivo Universidad de Valladolid | Miguel Antonio Robleda        | Liguilla |

### Campeones
| Equipo                       | Camp. | Subc. |
| ---------------------------- | ----- | ----- |
| CB Zamora                    | 3     | 2     |
| CD Universidad de Valladolid | 3     | 0     |
| CD Juventud del Círculo      | 1     | 0     |
| Óbila CB                     | 0     | 1     |
| Zarzuela Maristas            | 0     | 1     |
| CB Villamuriel               | 0     | 1     |
| CD Virgen de la Concha       | 0     | 1     |
| CB Burgos 2002               | 0     | 1     |

## Copa de Castilla y León de Baloncesto femenino
| Ed.  | Año  | Campeón                   | Subcampeón                | Rtdo.    |
| ---- | ---- | ------------------------- | ------------------------- | -------- |
| I    | 2001 | Perfumerías Avenida       | CB Ciudad de Burgos       |          |
| II   | 2002 | Perfumerías Avenida       | CB Ciudad de Burgos       |          |
| III  | 2003 | Perfumerías Avenida       | Arranz Acinas Burgos      |          |
| IV   | 2004 | Perfumerías Avenida       |                           |          |
| V    | 2005 | Perfumerías Avenida       |                           |          |
| VI   | 2006 | Arranz Jopisa Burgos      | Acis Incosa León          | 71-59    |
| VII  | 2007 | Perfumerías Avenida       | CB San José               | 71-66    |
| VIII | 2008 | Perfumerías Avenida       | CB Feve San José          | 61-55    |
| IX   | 2009 | Perfumerías Avenida       | Sonsica Bembibre PDM      | 67-46    |
| X    | 2010 | Arranz Jopisa Burgos      | Perfumerías Avenida       | 72-63    |
| XI   | 2011 | Perfumerías Avenida       | Caja Rural Tintos de Toro | Liguilla |
| XII  | 2012 | Caja Rural Tintos de Toro | Perfumerías Avenida       | 83-71    |

### Campeones
| Equipo                      | Camp. | Subc. |
| --------------------------- | ----- | ----- |
| Perfumerías Avenida         | 9     | 2     |
| CB Ciudad de Burgos         | 2     | 3     |
| CD Zamarat                  | 1     | 1     |
| CB San José                 | 0     | 3     |
| Club Polideportivo Bembibre | 0     | 1     |